# Ratpenat pilós de Hardwicke
El ratpenat pilós de Hardwicke (Kerivoula hardwickii) és una espècie de ratpenat de la família dels vespertiliònids que es troba a l'Índia, Xina, Indonèsia, Laos, Malàisia, Myanmar, les Filipines, Sri Lanka i Tailàndia.
Fou anomenat en honor de Thomas Hardwicke, un soldat i naturalista anglès dels segles xviii i xix.